# علی بن بابویه

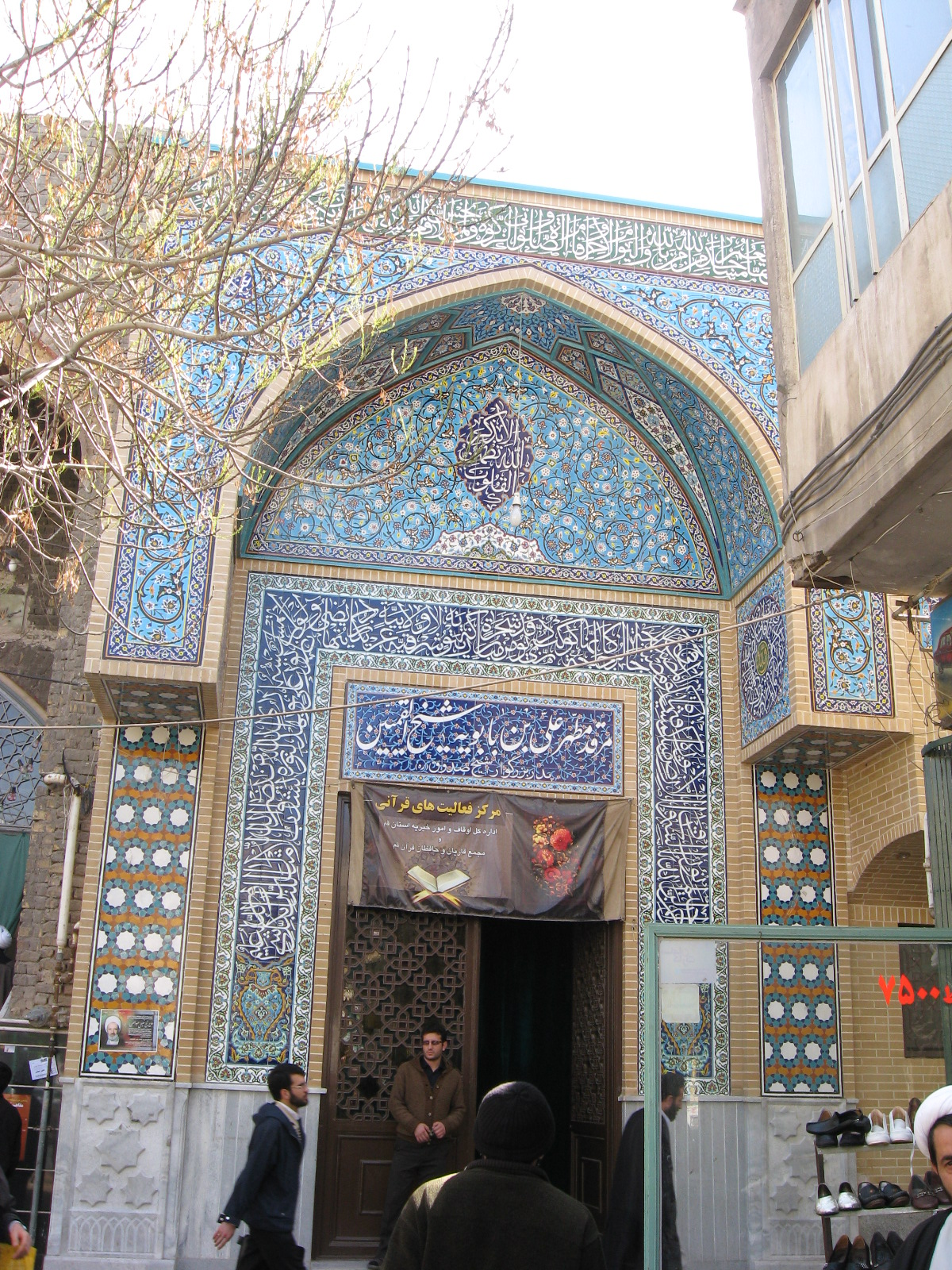
مرقد علی بن بابویه در قم

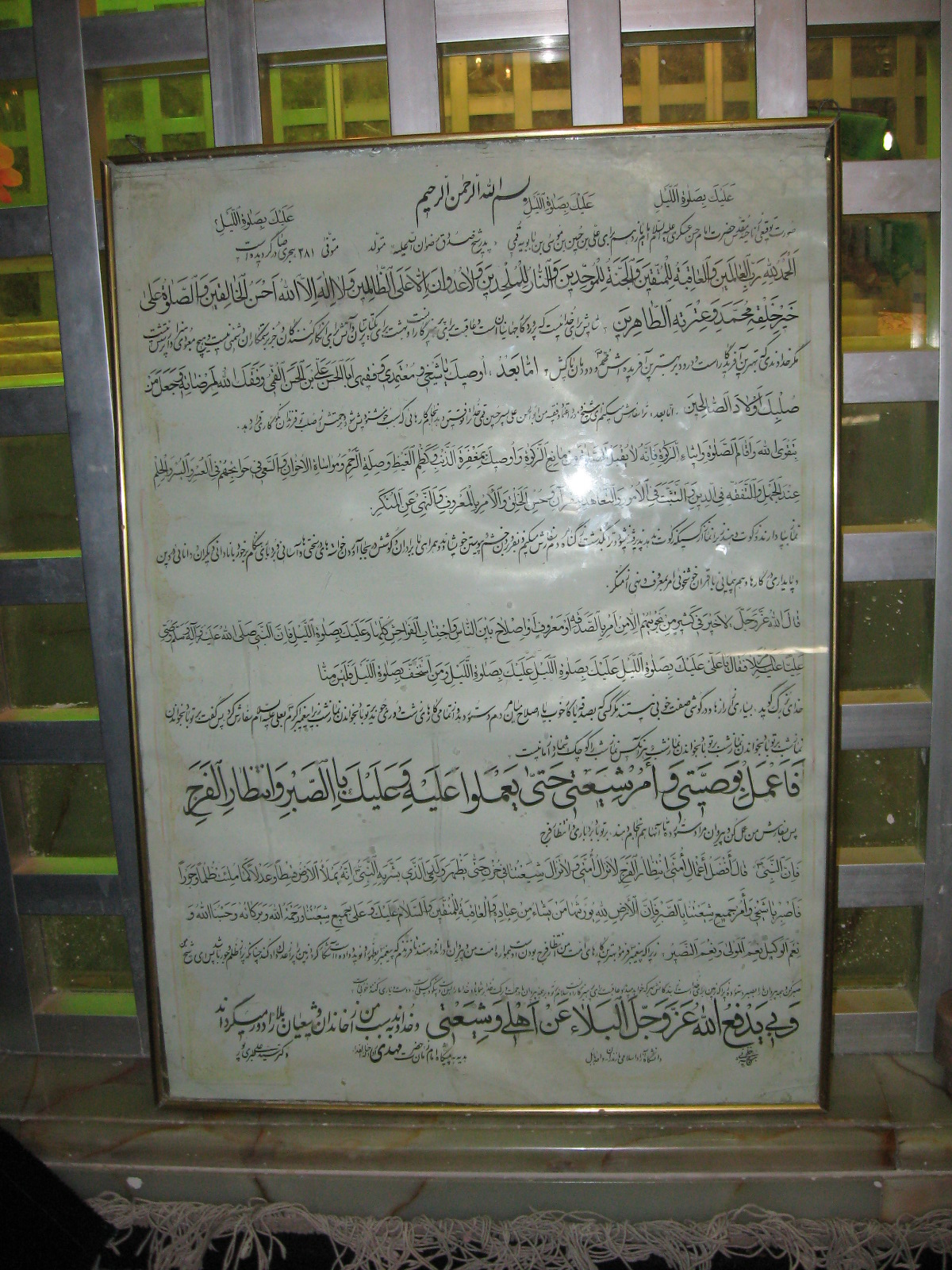
توقیع امام حسن عسکری به علی بن بابویه

ابوالحسن علی بن حسین بن موسی بن بابُوَیْه قمی (درگذشته ۳۲۹ قمری) معروف به «ابن بابویه و صدوق اول، پدر شیخ صدوق، فقیه و پیشوای مردم قم و از فقهای بزرگ شیعه در عصر غیبت صغری بوده‌است.
او نخستین مؤلف کتاب فقهی عاری از ذکر سند روایت می‌باشد که توانسته‌است کتاب فقهی را مجرد از سند روایت و مانند اثری مخصوص به مؤلف و نشان دهنده فتوی و نظر او تألیف کند؛ و کتابی به همین سبک به نام «الشرایع» (الرسالة الی ابنه یا الفقه الرضویه) جهت پسر خود، شیخ صدوق به یادگار گذاشت. به گفتهٔ ابن ندیم، تالیفات وی به ۲۰۰ جلد می‌رسد.
وی در سال ۳۲۹ هـ. ق درگذشت و در نزدیکی حرم فاطمه معصومه در قم دفن گردید.

## آثار
برخی از آثار او عبارت‌اند از:
1. الشرایع
2. رسالة الاخوان
3. النوادر
4. مناسک الحج
5. الصلوة
6. قرب الاسناد
7. کتاب التوحید
8. تفسیر قرآن کریم
9. التسلیم
10. المواریث
11. المعراج
12. الطب